# Marano Marchesato
Marano Marchesato est une commune de la province de Cosenza, dans la région de Calabre, en Italie.

## Administration
| Période                                  | Période  | Identité      | Étiquette | Qualité |
| ---------------------------------------- | -------- | ------------- | --------- | ------- |
| 2008                                     | En cours | Lorenzo Guido |           |         |
| Les données manquantes sont à compléter. |          |               |           |         |

### Communes limitrophes
Castrolibero, Marano Principato, Rende (Italie)